# Crocidura floweri
La musaraña de Flower (Crocidura floweri) es una especie de mamífero soricomorfo de la familia Soricidae. Ejemplares momificados en el Antiguo Egipto han sido atribuidos a esta especie.

## Descripción
La coloración del pelaje es de color marrón canela pálido en el dorso, blanquecino en los flancos y zona ventral, y grisáceo en los pies. Alcanza una longitud que oscila entre 57 y 71 cm, más de 55 a 58 cm de la cola.

## Distribución y hábitat
Es endémica de Egipto. Se encuentra en áreas de cultivo y en jardines del delta del Nilo y El Fayum, donde es considerada como escasa.

## Estado de conservación
Su población puede haber sido afectada por la contaminación ambiental causada por el uso generalizado de insecticidas agrícolas durante los años 1960 y 1970, los cuales tuvieron un efecto muy negativo en la fauna del Valle del Nilo. También es posible que su hábitat haya cambiado drásticamente desde que la presa de Asuán fue construida puesto que esto tuvo un gran impacto sobre las pequeñas especies de mamíferos, en parte debido a la mayor prevalencia de las plagas de ratas.